# Zingiber dimapurense
Zingiber dimapurense là một loài thực vật có hoa trong họ Gừng. Loài này được Nripemo Odyuo, Dilip Kr. Roy và Ashiho A. Mao miêu tả khoa học đầu tiên năm 2019.

## Mẫu định danh
Mẫu định danh: N. Odyuo & D.K. Roy 138356; thu thập ngày 10 tháng 7 năm 2018, là cây trồng trong Vườn thực nghiệm của Trung tâm Khu vực miền Đông của Cục Khảo sát Thực vật Ấn Độ ở Shillong, huyện East Khasi Hills, bang Meghalaya; nguyên thu thập ở cao độ 1.003 m, làng Hekeshe, trấn Medziphema, huyện Dimapur, bang Nagaland, đông bắc Ấn Độ. Mẫu holotype và isotype lưu giữ tại Trung tâm Khu vực miền Đông của Cục Khảo sát Thực vật Ấn Độ (ASSAM).

## Từ nguyên
Tính từ định danh dimapurense (giống đực / giống cái: dimapurensis) trong tiếng Latinh lấy theo địa danh huyện Dimapur, nơi thu mẫu định danh của loài này.

## Phân bố
Loài này là đặc hữu huyện Dimapur, bang Nagaland, đông bắc Ấn Độ.

## Phân loại
Z. dimapurense được xếp trong tổ Cryptanthium, dựa theo cụm hoa của nó mọc trên cuống cụm hoa phủ phục, với cành hoa bông thóc xuất hiện ở mặt đất và hạt phấn hoa hình trứng-hình elipxoit, có chạm trổ màng ngoài hình mắt lưới.

## Mô tả
Cây thảo thân rễ; thân rễ dưới bề mặt, rắn chắc, không dạng củ, không mùi, đường kính 2–3 cm, mặt cắt ngang màu trắng với 2 vòng; rễ nhiều, mọng, không củ. Chồi lá cao 90–120 cm, dày 1–1,5 cm, thẳng đứng; bẹ không phiến lá 4–5, màu xanh lục với mép màu tía nhạt, có lông tơ; bẹ lá màu xanh lục, có lông tơ, với lông rậm dọc theo mép. Lá 10–20, có cuống lá; cuống lá dài 0,5–1 cm, rậm lông; lưỡi bẹ ngắn, dài 0,5–1 cm, 2 thùy, dạng da, rậm lông, với ánh màu tía; phiến lá hình elip-hình mác, 10–30 × 4–9 cm, mặt gần trục màu xanh lục sẫm, bóng, có lông tơ, mặt xa trục màu lục nhạt, có lông che phủ khắp, đáy thuôn tròn, đỉnh nhọn thon dài. Cụm hoa mọc từ thân rễ, 1–2 mỗi thân giả; cuống cụm hoa thẳng đứng-men xuống, dài 2,5–5 cm, 5–7 bẹ che phủ; bẹ hình trứng-thuôn dài đến hình trứng ngược, 1–3,5 × 1–3 cm, màu trắng kem đến xanh lục nhạt với ánh tía, mặt ngoài có lông tơ, mặt trong nhẵn nhụi, đỉnh tù. Cành hoa bông thóc thẳng đứng, hình trứng ngược, 4,5–6 × 1,3–3 cm, với 15–28 lá bắc sinh sản; lá bắc hình mác ngược đến thuôn dài-hình mác ngược, 3–4 × 0,7–1,5 cm, màu xanh lục nhạt đến trắng kem, với các vết màu ánh tía ở đỉnh và dọc theo mép, có lông ở mặt lưng, với chùm lông ở đỉnh nhọn; lá bắc con hình mác đến thuôn dài-hình mác, 2,2–3,2 × 0,7–1,2 cm, màu trắng kem, với ánh màu tía dọc theo mép và ở đỉnh, có lông tơ. Hoa 1 mỗi lá bắc, dài 6,5–7,5 cm; đài hoa hình ống, 1,2–1,5 × 0,3–0,4 cm, có lông tơ, màu trắng kem với các chấm màu tía lan rộng, 2 răng ở đỉnh, với đường chẻ một bên tới 7 mm; ống tràng hoa thanh mảnh, màu trắng, 2,8–3,2 × 0,3–0,5 cm, có lông tơ; các thùy tràng hoa gần bằng nhau, nhẵn nhụi, 3–5 gân, màu hồng ánh tía với đáy mặt lưng màu trắng, mặt bụng màu trắng kem, đỉnh nhọn thon; thùy tràng lưng hình trứng-hình mác, 3–3,5 × 0,8–1 cm; các thùy tràng bên hình mác, 2,8–3 × 0,5–0,6 cm, hợp sinh ở đáy với mặt xa trục của cánh môi. Cánh môi thuôn dài, hình trứng-hình mác, 2,8–3,3 × 1–1,3 cm, nhẵn nhụi, màu trắng với các vết màu đỏ ánh tía sẫm dày đặc phủ khắp, đỉnh nhọn thon; nhị lép bên hình tam giác đến hình trứng-hình mác, 1,2–1,3 × 0,4–0,6 cm, hợp sinh với cánh môi ở 1/3 đáy, màu trắng không đốm, đỉnh nhọn thon. Bao phấn không cuống, mô vỏ song song, 1,2–1,5 × 0,3–0,4 cm, màu trắng kem; mào bao phấn thuôn dài, hình mỏ, dài 1,5–1,7 cm, đường kính 1–1,5 mm, màu trắng kem với các sọc màu ánh tía dày đặc, bao quanh đầu nhụy, nhẵn nhụi; phấn hoa màu trắng kem, hình trứng-hình elipxoit, 80–120 × 50–60 μm, với chạm trổ màng ngoài hình mắt lưới, các gờ tụ lại ở đỉnh. Bầu nhụy thuôn dài, 0,5–0,7 × 0,3–0,4 cm, màu trắng kem, rậm lông, 3 ngăn, noãn đính trụ; vòi nhụy hình chỉ, dài 5,5–6 cm, màu trắng, nhẵn nhụi; đầu nhụy màu trắng, lỗ nhỏ hình tròn với lông cứng ở biên; tuyến trên bầu 2, thẳng, dài 4–5 mm, màu trắng kem. Quả nang thuôn dài với đài hoa bền, dài 4,5–5,5 cm, nứt theo khe nứt dọc; hạt nhiều, thuôn dài, hình trứng ngược, hình mác ngược, màu đỏ máu, được bao phủ bởi áo hạt màu trắng có mùi thơm. Ra hoa tháng 6-7 và tạo quả tháng 8-9.
Loài này tương tự như Z. mizoramense ở các lá bắc con màu trắng kem với ánh màu đỏ tía, hình trứng-hình mác đến hình mác, gần bằng nhau, các thùy tràng hoa màu hồng ánh tía với đáy màu trắng và mào bao phấn màu trắng kem với đỉnh màu ánh tía và tương tự như Z. skornickovae ở chỗ lưỡi bẹ và cuống lá có lông, mặt gần trục phiến lá có lông tơ, mặt lưng lá bắc rậm lông tơ và có lông tơ ở đài hoa và ống tràng, nhưng khác với chúng ở chỗ lưỡi bẹ dạng da, rậm lông, dài tới 1 cm, cuống lá tương đối lớn hơn, dài đến 1 cm, phiến lá hình elip-hình mác, cành hoa bông thóc hình trứng ngược với 15–28 lá bắc hoa hình mác ngược đến thuôn dài-hình mác ngược, màu xanh lục nhạt đến trắng kem với các vết màu đỏ ánh tía ở đỉnh và dọc theo mép, đài hoa 2 răng ở đỉnh, hình trứng-hình mác, cánh môi màu trắng với các vết màu đỏ ánh tía sẫm dày đặc, đỉnh nhọn thon và các nhị lép bên hình tam giác đến hình trứng-hình mác, màu trắng.